# Смърт край Нил (филм)
„Смърт край Нил“ (на английски: Death on the Nile) е мистериозен трилър от 2022 година на режисьора Кенет Брана, по сценарий на Майкъл Грийн, базиран е на едноименния роман през 1937 г., написан от Агата Кристи.
Продуциран от Брана, Ридли Скот, Саймън Кинбърг, Джуди Хофлънд, Марк Гордън и Кевин Дж. Уолш, филмът е продължение на „Убийство в Ориент Експрес“ през 2017 г., и във филма участват Кенет Брана, който се завръща в ролята си на Еркюл Поаро, заедно с Том Бийтман (който също се завръща от първия филм), Анет Бенинг, Ръсел Бранд, Али Фазал, Доун Френч, Гал Гадот, Арми Хамър, Роуз Лесли, Ема Маки, Софи Оконендо, Дженифър Сандърс и Летиша Райт. Филмът е трета екранна адаптация на романа на Кристи, последван от едноименния филм от 1978 г. и епизод от телевизионния сериал „Случаите на Поаро“, излъчен през 2004 г.
Снимките започват през септември 2019 г., заснемането се проведе в Longcross Studios в Англия и на място в Мароко и приключи през декември.
Премиерата на филма се състои във Франция и Южна Корея и е пуснат в международни пазари на 9 февруари 2022 г. Тогава е пуснат във Великобритания и Съединените щати на 11 февруари. Отменен е няколко пъти по време на пандемията от COVID-19, след оригиналното издание през октомври 2020 г. Филмът получи смесени до позитивни отзиви от критиците.

## Актьорски състав
| Актьор           | Роля                |
| ---------------- | ------------------- |
| Кенет Брана      | Еркюл Поаро         |
| Том Бейтман      | Бук                 |
| Анет Бенинг      | Ефемия Бук          |
| Ръсел Бранд      | Д-р Линус Уиндълшам |
| Али Фазал        | Андрю Катчадоуриан  |
| Даун Френч       | Госпожа Бауърс      |
| Гал Гадот        | Линет Риджуей-Дойл  |
| Арми Хамър       | Саймън Дойл         |
| Роуз Лесли       | Луиз Буржет         |
| Ема Маки         | Жаклин де Белфорт   |
| Софи Оконендо    | Саломе Отърбърн     |
| Дженифър Сандърс | Мари ван Шулър      |
| Летиша Райт      | Розали Отъборн      |
| Ан Търкел        | Мередит Уилсън      |
| Сара Ийв         | Хати Пейн           |

## В България
В България филмът е пуснат по кината на 18 февруари 2022 г. от „Александра Филмс“. Преводът е на Милена Боринова.